# 羽後大森站
羽後大森站（日语：／ Ugo-Ōmori eki */?）是位於秋田縣平鹿郡大森町町田（現時：橫手市大森町町田），羽後交通橫莊線的鐵路車站（廢站）。

## 歷史
- 1920年（大正9年）3月24日：橫莊鐵道館合站至此站之間開通，此站啟用[1][2][3][4]。當時為一般車站[4]。
- 1928年（昭和3年）11月1日：此站至二井山站之間開通，成為中途站[1][2][3][5]。
- 1944年（昭和19年）6月1日：公司改名為羽後鐵道。此線的名稱定為橫莊線。使此站成為羽後鐵道橫莊線車站[1][2][5]。
- 1947年（昭和22年）7月23日：當區發生暴雨，使路基和橋腳被損，橫莊線整段暫停營業，此站也暫停營業[3][6]。
- 1948年（昭和23年）11月8日：館合站至老方站之間重開，此站重開[3][6]。
- 1952年（昭和27年）2月15日：公司改名為羽後交通。使此站成為羽後交通橫莊線車站[1][2][3][5]。
- 1965年（昭和40年）
  - 7月9日：由於水災，使雄物川橋樑橋墩被沖刷。館合站至二井山站之間不能通行[7][3]。
  - 10月21日：館合站至二井山站之間正式暫停營業[3]。
- 1966年（昭和41年）6月15日：館合站至二井山站之間廢除，此站也被廢除[1][2][3][5]。

## 車站構造
截至廢站前，此站是地面車站，設有1面2線的島式月台，可進行列車交會。此站設有側線，從南邊本線靠近橫手一方設有側線，延伸至西南方的車廠，另外從北邊本線靠近橫手一方設有2條側線，延伸至站舍東邊。
此站是直營車站。站舍是在站內西北方，站舍與月台西邊之間設有站內平交道連接。
關於列車交會的路籤，沼館站至此站之間為「△」，此站至二井山站之間為「□」。

## 車站周邊
此站是舊・大森町的中心車站，位於町中心南邊。
- 秋田縣道36號大曲大森羽後線（日语：秋田県道36号大曲大森羽後線）
- 秋田縣道29號橫手大森大內線（日语：秋田県道29号横手大森大内線）
- 大森町公所 - 現時：橫手市政廳（日语：横手市役所）大森地域局。
- 大森図書館 - 現時：橫手市立大森圖書館（日语：横手市立図書館）。
- 大森郵局（日语：大森郵便局 (秋田県)）
- 大森町立大森小學 - 現時：橫手市立大森小學（日语：横手市立大森小学校）。
- 山下太郎（日语：山下太郎 (アラビア石油)）紀念館
- 雄物川

## 現狀
截至1999年（平成11年），推測車站位於JA秋田故鄉大森支所附近。這是由於建築物和道路都是新建，因此較難推斷車站遺址位置。截至2007年（平成19年）5月，車站遺址鄰近農家的工作地點。
另外截至2007年（平成19年）5月，此站至雄物川岸邊之間的路軌遺址還遺留了路堤。
截至1996年（平成8年），雄物川橋樑的橋墩已經使用爆破的方式拆毀。另外，從河道上的沙州可確認，靠近羽後大森一方的橋邊與圓形橋墩地基還存在。在1999年（平成11年）和2010年（平成22年）也是同樣情況。而使用爆破型式拆毀橋墩是為了進行河道整治工程。

## 相鄰車站
羽後交通
橫莊線
館合－羽後大森－八澤木
曾經此站與八澤木站之間設有上溝站（在1931年（昭和6年）8月21日啟用，廢除日期不詳（推斷在1964年（昭和39年）或以前））。

## 注腳

## 相關項目
- 日本鐵路車站列表 U